# Большой звёздчатый додекаэдр
Большой звёздчатый додекаэдр — это тело Кеплера — Пуансо с символом Шлефли {5/2,3}. Многогранник является одним из четырёх невыпуклых правильных многогранников.
Он состоит из 12 пересекающихся граней в виде пентаграмм с тремя пентаграммами, сходящимися в каждой вершине.
Он имеет то же самое расположение вершин, что и правильный додекаэдр, а также является звёздчатой формой (меньшего) додекаэдра. Это единственная звёздчатая форма додекаэдра с таким свойством, за исключением самого додекаэдра. Его двойственный многогранник, большой икосаэдр, связан похожим образом с икосаэдром.
Если срезать треугольные пирамиды, останется икосаэдр.
Если грани не рассматривать как пентаграммы, а рассматривать как набор отдельных треугольников, он топологически связан с триакисикосаэдром, имеет ту же самую связь граней, но грани (равнобедренных) треугольников много длиннее.

## Рисунки
| Прозрачная модель | Сферическая мозаика |
| --- | --- |
| Прозрачный большой звёздчатый додекаэдр (вращающийся) | Этот многогранник можно представить как сферическую мозаику с плотностью 7. (Одна сферическая грань в виде пентаграммы прочерчена синей линией и заполнена жёлтым) |
| Развёртка | Грани звёздчатой формы |
| × 20 Развёртка большого звёздчатого додекаэдра (геометрия поверхности). Двадцать равнобедренных треугольных пирамид расположены так же, как грани икосаэдра | Его можно построить как третью (из трёх) звёздчатых форм додекаэдра. В списке моделей Веннинджера это модель [W20].                                                |

## Связанные многогранники
Процесс усечения, применённый к большому звёздчатому многограннику, даёт серию однородных многогранников. Усечение рёбер до точек (полное усечение) даёт большой икосододекаэдр. Процесс завершается на двойном полном усечении, при котором исходные грани сводятся к точкам, результат — большой икосаэдр.
Усечённый большой звёздчатый многогранник — это вырожденный многогранник, имеющий 20 треугольных граней, оставшихся от усечённых вершин и 12 (скрытых) пятиугольных граней, оставшихся от исходных граней. Последние образуют большой додекаэдр, вписанный в икосаэдр и имеющий с ним общие рёбра.
| Название            | Большой звёздчатый додекаэдр            | Усечённый большой звёздчатый додекаэдр    | Большой икосододекаэдр                  | Усечённый большой икосаэдр                | Большой икосаэдр                        |
| ------------------- | --------------------------------------- | ----------------------------------------- | --------------------------------------- | ----------------------------------------- | --------------------------------------- |
| Диаграмма Коксетера | node · 3 · node · 5 · rat · d2 · node_1 | node · 3 · node_1 · 5 · rat · d2 · node_1 | node · 3 · node_1 · 5 · rat · d2 · node | node_1 · 3 · node_1 · 5 · rat · d2 · node | node_1 · 3 · node · 5 · rat · d2 · node |
| Рисунок             |                                         |                                           |                                         |                                           |                                         |